# Kohautia
Kohautia es un género con 93 especies de plantas con flores perteneciente a la familia de las rubiáceas.
Es nativo de África, Arabia, subcontinente indio y Australia.

## Taxonomía
Kohautia fue descrita por Cham. & Schltdl. y publicado en Linnaea 4: 156, en el año 1829. La especie tipo es: Kohautia senegalensis Cham. & Schltdl
Etimología
Kohautia fue nombrado en honor de Franz Kohaut (m. 1822), un recolector de plantas que trabajaba en África occidental para el botánico Franz Wilhelm Sieber (1789-1844).
Sinonimia
- Duvaucellia Bowdich in T.E.Bowdich (1825), nom. rejic.[5]

## Especies seleccionadas
- Kohautia amatymbica Eckl. & Zeyh. (1837).
- Kohautia amboensis (Schinz) Bremek. (1952).
- Kohautia angolensis Bremek. (1952).[6]